# Врињијер-Десус (Долина Аосте)
Врињијер-Десус је насеље у Италији у округу Долина Аосте, региону Долина Аосте.
Према процени из 2011. у насељу је живело 20 становника. Насеље се налази на надморској висини од 924 м.